# Љубав у доба колере
Љубав у доба колере (šp. El amor en los tiempos del cólera) дело је Габријела Гарсије Маркеса, објављено 1985. године. По овом делу снимљен је и истоимени филм, са Хавијером Бардемом у главној улози 2007. године.Књигу је на српски језик превела Милена Тробозић, а објавиле су је Дечје Новине из Горњег Милановца 1992. године.

## О књизи
Историја љубави између Фермине Дасе и Флорентина Арисе, у окружењу једног лучког града Кариба, која траје дуже од педесет година, може да личи на мелодраму контрадикторних љубавника која је на крају савладана милошћу времена и снагом њихових осећања.
Маркес са задовољством употребљава већину класичних ресурса традиционалних серија. Али овај пут, сценарио и ликови су као тропска смеша биљака и глине, коју рука мајстора обликује и измишља на своје задовољство, да би је на крају довео до територије митова и легенди.
Сокови, мириси и укуси тропских предела хране ову халуцинаторну причу која овог пута стиже на осцилирајућа врата срећног краја.

## Радња
Роман Љубав у доба колере уводи нас у причу о љубави која траје пуне педесет три године, седам месеци и једанаест дана. То је љубав из ране младости која се изборила са многим проблемима и трагедијама и која је свој врхунац достигла у позним годинама, на измаку живота.
Као млади, Флорентино Ариза и Фермина Даза се страсно заљубљују, али Фермина на крају одлучује да се уда за богатог доктора из веома добре породице. Флорентино је запањен, али је романтичан. Његова пословна каријера цвета, а иако има 622 мале романсе, његово срце и даље припада Фермини. Када њен муж коначно умре, Флорентино иде на сахрану са намером да је коначно запроси. Педесет година, девет месеци и четири дана након што је признао љубав према Фермини, учиниће то још једном.